# Lâu đài Durham
Lâu đài Durham là một lâu đài Norman ở thành phố Durham, Anh. Nó hoàn toàn trở thành một phần của Cao đẳng University kể từ năm 1837, sau vai trò trước đó là nơi ở của các Giám mục Durham. Nó được UNESCO công nhận là Di sản thế giới cùng với Nhà thờ chính tòa Durham từ năm 1986. Hiện nó mở cửa cho công chúng tham quan nhưng chỉ thông qua các chuyến tham quan có hướng dẫn viên, vì nó được sử dụng như một tòa nhà làm việc và là nơi ở của hơn 100 sinh viên. Lâu đài nằm trên đỉnh đồi phía trên sông Wear ở một bán đảo của Durham, đối diện với nhà thờ.

## Lịch sử
Việc xây dựng lâu đài theo thiết kế của Lâu đài Motte và Bailey (thường được người Norman ưa chuộng) bắt đầu vào năm 1072 theo lệnh của William I, sáu năm sau cuộc xâm lược Anh của người Norman và ngay sau khi người Norman lần đầu tiên đến phương Bắc. Việc xây dựng diễn ra dưới sự giám sát của Waltheof, Bá tước Northumbria cho đến khi ông nổi dậy chống lại William I và bị hành quyết vào năm 1076. Đá được sử dụng xây dựng cho lâu đài được cắt từ các vách đá bên dưới bức tường và di chuyển lên bằng tời.
Giám mục của Durham lúc đó là William Walcher được nhà vua bổ nhiệm thay mặt ông thực hiện quyền lực hoàng gia với việc xây dựng lâu đài.
Vào tháng 5 năm 1080, lâu đài bị tấn công và bao vây trong bốn ngày bởi quân nổi dậy từ Northumbria. Giám mục Walcher bị giết. Năm 1177, vua Henry II của Anh chiếm giữ lâu đài sau khi có bất đồng với giám mục lúc bấy giờ là Hugh de Puiset (đôi khi được gọi là Pudsey). Vào thế kỷ 12, Giám mục Pudsey đã xây dựng cổng tò vò Norman và đường vòm Norman và lễ đường nhỏ trước nhà thờ. Những thay đổi lớn khác được thực hiện bởi Giám mục Thomas Hatfield vào những năm 1300, bao gồm việc xây dựng lại tháp canh.